# Partita per flauto solo
La Partita in la minore per flauto solo di Johann Sebastian Bach (BWV 1013) è una partita in quattro movimenti:

## Filologia e controversie interpretative
Pervenutaci in un manoscritto, opera di due diversi copisti, che contiene anche una copia delle sonate e partite per violino solo; in un primo tempo fu ritenuta un'opera non autentica e poi fu con certezza attribuita a Bach. La copia manoscritta fu redatta circa nel 1722 e recita sul frontespizio
Fu resa pubblica e stampata solo nel 1917 in una edizione a cura di Maximilian Schwedler. Alcuni musicologi la ritengono una trascrizione di un'opera di Bach andata perduta, forse per violino.